# Africaleurodes souliei
Africaleurodes souliei es un hemíptero de la familia Aleyrodidae, subfamilia Aleyrodinae.
Fue descrita científicamente en 1970 por Ardaillon & Cohic.